# Xamiatus magnificus
Espèce
Xamiatus magnificus est une espèce d'araignées mygalomorphes de la famille des Microstigmatidae.

## Distribution
Cette espèce est endémique du Queensland en Australie. Elle se rencontre sur le plateau Evelyn.

## Description
La carapace du mâle holotype mesure 14,35 mm de long sur 13,80 mm et l'abdomen 15,70 mm de long sur 9,85 mm et la carapace de la femelle paratype mesure 17,25 mm de long sur 15,50 mm et l'abdomen 23,80 mm de long sur 16,10 mm.

## Publication originale
- Raven, 1981 : A review of the Australian genera of the mygalomorph spider subfamily Diplurinae (Dipluridae : Chelicerata). Australian Journal of Zoology, vol. 29, no 3, p. 321-363.